# Adam Lewak

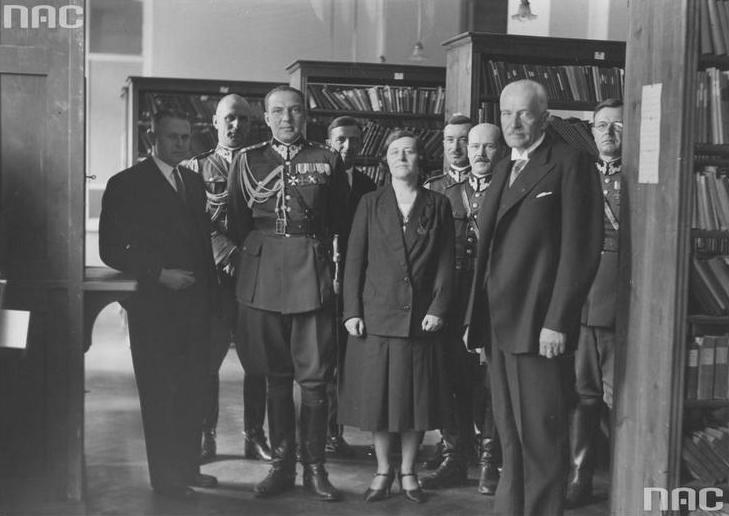
Pracownicy Centralnej Biblioteki Wojskowej podczas spotkania z Prezydentem RP Ignacym Mościckim w 1931. Od lewej Bronisław Hełczyński, płk Jan Głogowski, ppłk Marian Łodyński, dr Adam Lewak, por. Władysław Krotkiewski, prezydent Ignacy Mościcki

Adam Emil Lewak (ur. 3 września 1891 w Pieniakach, zm. 25 czerwca 1963 w Gdyni) – polski historyk, bibliotekarz i wydawca źródeł.

## Życiorys

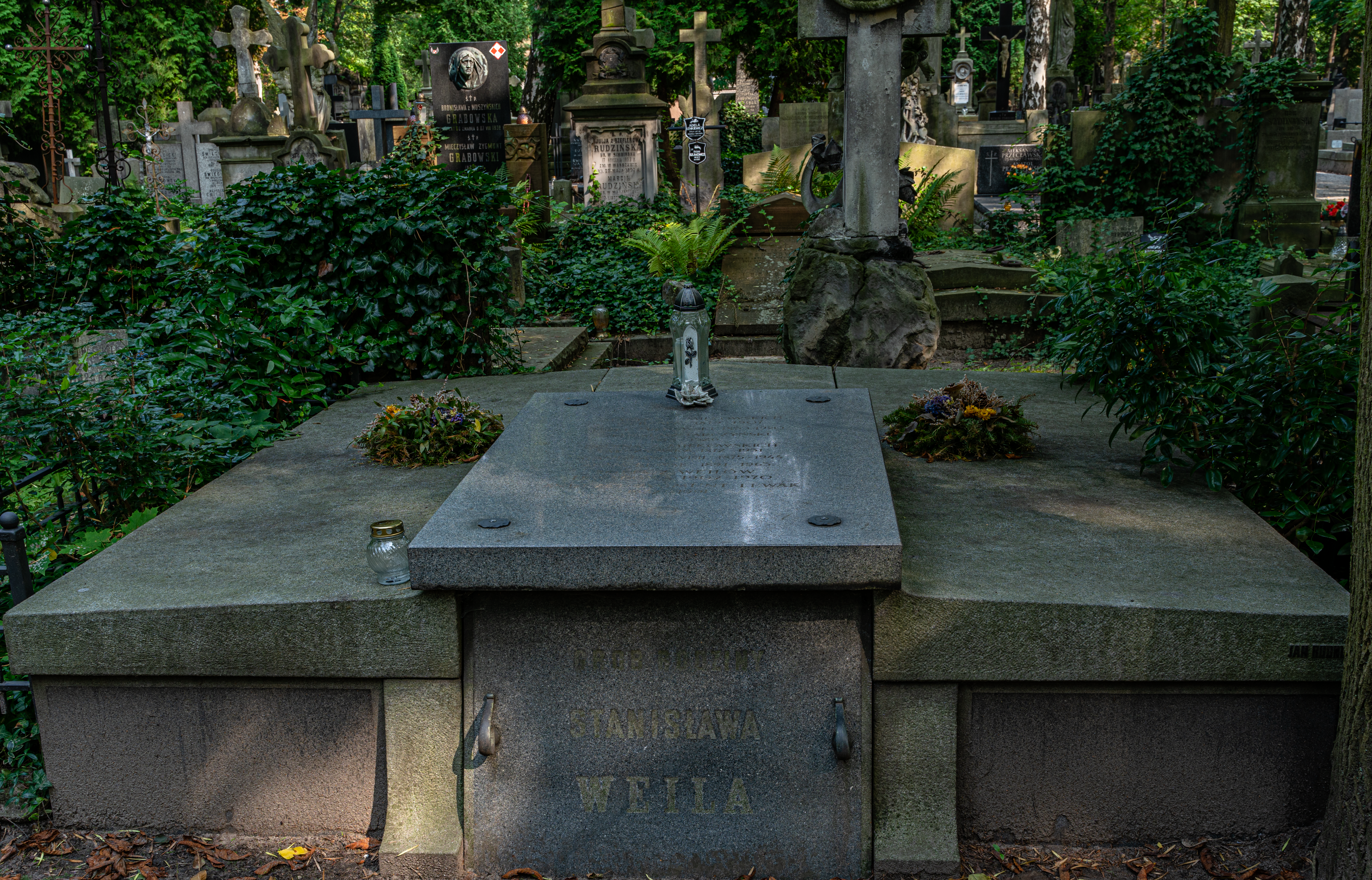
Grób Adama Lewaka na cmentarzu Powązkowskim

Był synem Józefa i Ludwiki z Mazurków. Zdał egzamin dojrzałości w C. K. Gimnazjum im. Rudolfa w Brodach (1911). Studiował na Wydziale Humanistycznym Uniwersytetu Jana Kazimierza, do 1917 literaturoznawstwo, historię i filozofię oraz na Uniwersytecie Jagiellońskim.
W 1913 roku podjął pracę na stanowisku bibliotekarza w Bibliotece Muzeum Polskiego w Rapperswilu. Trwałą zasługą jest opracowanie katalogu około 20 tysięcy, znajdujących się w Rapperswilu autografów i innych dokumentów, głównie ze spuścizn emigracyjnych. Doktoryzował się z historii na Uniwersytecie Jagiellońskim w 1921 roku. W latach 1922–1926 odbył szereg podróży naukowych do Francji, Tunisu i na Sycylię, w 1931 do Konstantynopola i Azji Mniejszej. W 1927 roku na stałe powrócił do Polski i przewiózł zbiory rapperswilskie do Warszawy. Tuż po powrocie został nominowany na kustosza Biblioteki Narodowej. Należał do pierwszego Komitetu Redakcyjnego Polskiego Słownika Biograficznego. Zajmował się tam m.in. kompletowaniem kartoteki bibliograficznej i jej selekcji z zakresu politycznych dziejów Polski porozbiorowej. 
We wrześniu 1939 roku, jako dyrektor Biblioteki Uniwersytetu Warszawskiego czynnie brał udział w ratowaniu przed zniszczeniem, przez niemieckie bombardowania, zbiorów bibliotecznych. Następnie został aresztowany przez władze okupacyjne i osadzony w Pawiaku. Wkrótce potem został zwolniony z więzienia. 
Podczas okupacji swoją działalność skupił na rozwijaniu tajnego czytelnictwa, szczególnie wśród młodzieży. Szacuje się, że uchronił przed zniszczeniem lub przejęciem przez Niemców zbiory liczące około 1 200 000 pozycji. Po wojnie, już w roku 1945 objął ponownie kierownictwo nad Biblioteką Uniwersytetu Warszawskiego.
W 1956 przeszedł na stanowisko docenta Instytutu Historycznego Uniwersytetu Warszawskiego.
Pochowany na cmentarzu Powązkowskim w Warszawie (kwatera 47-6-25,26,27).

## Ordery i odznaczenia
- Krzyż Kawalerski Orderu Odrodzenia Polski (11 listopada 1937)[4]